# 若木信吾
若木 信吾（わかぎ しんご、1971年3月26日 - ）は、日本の写真家、映画監督。静岡県浜松市中央区出身。

## 略歴
静岡県立浜松南高等学校を経て、アメリカ合衆国ニューヨーク州・ロチェスター工科大学写真学科を卒業。
雑誌・広告・音楽媒体など、写真家として幅広い分野で活動。自身で出版社ヤングトゥリー・プレスを主宰し、2010年4月には故郷である静岡県浜松市に書店“BOOKS AND PRINTS”、2012年10月10日には浜松市に２店舗目“BOOKS AND PRINTS BLUE EAST”をオープンさせた（2013年に両店舗をKAGIYAビルにて統合）。

## 人物

### エピソード
亀梨和也 PHOTOBOOK『ユメより、亀。』の発売記念に、亀梨のラジオ番組『KAT-TUN 亀梨和也のHANG OUT』（NACK5）にゲストとして出演した。（2018年3月3日 放送）前年の2017年に行われた亀梨のソロコンサート『KAT-TUN KAZUYA KAMENASHI CONCERT TOUR 2017 The一～Follow me～』で流れたショートムービーでも、撮影を担当したことを明かす。これは亀梨が若木に「撮影してほしい」と熱望して実現したものだという。

## 写真集
1997年
- 「Let's go for a drive」（光琳社出版） 写真: 若木信吾　絵: マイク・ミン

1999年
- 「Takuji」（光琳社出版）
- 「Free for All」（メタローグ）

2001年
- 「T」（youngtree press）
- 「young tree」（リトルモア）
- 「MIKE LOVES JENNY」（relax library）
- 「DOUBLE FOCUS」（マーブルトロン） 写真 : MOTOKO・若木信吾
- 「DISTANCE」（スイッチパブリッシング） 写真 : 若木信吾　文 : 是枝裕和

2002年
- 「Now's the Past」（青山出版社）

2003年
- 「A DAY IN THE LIFE」（ギャラリー360゜）

2004年
- 「On going」（私家版）

2006年
- 「月刊」シリーズー「月刊 奥貫薫」（新潮社）
- 「％（パーセンテージ）木村拓哉写真集ー武士の一分」（マガジンハウス）

2007年
- 「葬送」（youngtree press）

2008年
- 浅野忠信写真集「ASANO TADANOBU -OFF SCREEN」（SHIBUYA PUBLISHING）
- 「月刊」シリーズー「月刊 紗耶」（新潮社）
- 「写真集 山のあなた 徳市の恋」（集英社）
- 「TIME AND PORTRAITS」（アートビート・パブリッシャーズ）

2009年
- 「月刊」シリーズー「月刊 浦浜アリサ」（新潮社）

2010年
- 「月刊」シリーズー「月刊 新垣結衣 Special 」（新潮社）

2011年
- 「月刊NEO」シリーズー「月刊NEO 大野いと」（イーネット・フロンティア）

2012年
- 「SOSEXY 土屋アンナ “Four Rooms” 」（パルコ）
- 「SOSEXY 吉井怜 “Falling Angels” 」（パルコ）
- 「SOSEXY 山田優 “How to steal Shoes” 」（パルコ）

2015年
- 「英ちゃん 弘ちゃん 」（amana）

2018年
- 亀梨和也 PHOTOBOOK『ユメより、亀。』（集英社）

## その他書籍・雑誌
- 「PHOTO GRAPHICA」2009 SPRING Vol.4（特集）
- 「フォトグラフノート No.04　トップフォトグラファー12人による「肖像写真」の流儀」（誠文堂新光社、インタビュー掲載）（2009年）
- 「原宿百景」（スイッチパブリッシング、小泉今日子著、写真担当）（2010年）
- 「フォトグラファーズ―写真を仕事にするしあわせ」（雷鳥社、インタビュー掲載）（2010年）
- 「PAPER SKY（ペーパースカイ） no.34」（ニーハイメディア・ジャパン）(2010年11月30日発売)
- 「居ごこちのよい旅」（筑摩書房、松浦弥太郎共著、写真担当）（2011年）
- 雑誌「HUGE」（講談社）連載『youngtree diary　若木信吾のフォトモノローグ』（2012年 04月号〜）
- 「クラシック・レコードデザイン集 [ロシア&ポーランド編] レコード図案コレクション2」（DU BOOKS、綾部 徹之進共著、写真担当）（2013年3月）
- 「希望をくれる人に僕は会いたい」（日本経済新聞出版社）（2013年6月）
- 「SWITCH」Vol.34 No.9（特集）[3]（2016年8月20日発売）

## 映画
2007年
- 『星影のワルツ』

2009年
- 『トーテムSong for home』

2015年
- 『白河夜船』[4]

## CM
- Panasonic LUMIX GX7 MarkII[5]